# Mata Hari (Samira Efendi-sang)
"Mata Hari" er en sang indspillet af den aserbajdsjanske sanger Samira Efendi. Den repræsenterede Aserbajdsjan i Eurovision Song Contest 2021.